# Gerald Balfour, 2. Earl of Balfour

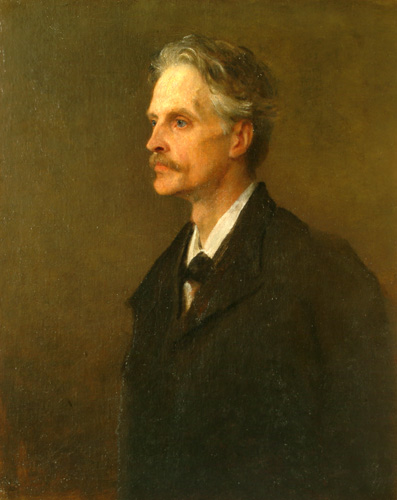
Gerald Balfour (Gemälde von George Frederic Watts, 1899)

Gerald William Balfour, 2. Earl of Balfour, PC (* 9. April 1853; † 14. Januar 1945) war ein britischer Politiker der Conservative Party, der zwischen 1885 und 1906 Mitglied des Unterhauses (House of Commons), von 1895 bis 1900 Irlandminister (Chief Secretary for Ireland), zwischen 1900 und 1905 Handelsminister (President of the Board of Trade) sowie 1905 Kommunalminister (President of the Local Government Board) war. 1930 erbte er von seinem älteren Bruder Arthur James Balfour den Titel Earl of Balfour und war dadurch bis zu seinem Tode 1945 Mitglied des Oberhauses (House of Lords).

## Leben

### Familiäre Herkunft
Gerald Balfour war das siebte von acht Kindern von James Maitland Balfour, der zwischen 1841 und 1847 ebenfalls Mitglied des Unterhauses war, sowie dessen Ehefrau Lady Blanche Mary Harriet Gascoyne-Cecil, deren Vater James Gascoyne-Cecil, 2. Marquess of Salisbury Mitglied des Unterhauses, Lordsiegelbewahrer sowie Lordpräsident des Rates war. Seine älteste Schwester Eleanor Mildred Sidgwick war eine Vorkämpferin für Frauenbildung und eine führende Persönlichkeit der Society for Psychical Research sowie Ehefrau des Philosophen Henry Sidgwick. Seine zweitälteste Evelyn Georgiana Mary Balfour war mit dem Physiker John Strutt, 3. Baron Rayleigh verheiratet, der 1904 den Nobelpreis für Physik erhielt. Sein ältester Bruder Arthur James Balfour war zwischen 1902 und 1905 Premierminister, von 1915 bis 1916 Erster Lord der Admiralität sowie zwischen 1916 und 1919 Außenminister und wurde am 5. Mai 1922 als Earl of Balfour mit dem nachgeordneten Titel als Viscount Traprain, of Whittinghame in the County of East Lothian, in den erblichen Adelsstand (Hereditary Peerage) der Peerage of the United Kingdom erhoben. Seine drittälteste Schwester war die Naturwissenschaftlerin Alice Blanche Balfour, die sich insbesondere mit Insektenkunde und Genetik befasste. Sein drittältester Bruder war der Zoologe Francis Maitland Balfour, während sein jüngerer Bruder Eustace Balfour ein bekannter Architekt war.
Gerald Balfour selbst absolvierte nach dem Besuch des renommierten Eton College ein Studium am Trinity College der University of Cambridge, das er mit einem Master of Arts (M.A.) abschloss. Im Anschluss wurde er Fellow des Trinity College.

### Unterhausabgeordneter, Minister und Oberhausmitglied
Am 24. November 1885 wurde Balfour für die Conservative Party erstmals zum Mitglied des Unterhauses gewählt und vertrat in diesem mehr als 20 Jahre lang bis zum 12. Januar 1906 den Wahlkreis Leeds Central. Kurz nach der Wahl war er von 1885 bis 1886 Privatsekretär seines Bruders Arthur Balfour, der zu dieser Zeit Kommunalminister (President of the Local Government Board) war. Am 4. Juli 1895 wurde er als Chief Secretary for Ireland zum Irlandminister in das Kabinett Salisbury III berufen und übte dieses Amt bis zu seiner Ablösung durch George Wyndham am 9. November 1900 aus. Zugleich wurde er am 8. Juli 1895 Mitglied des Privy Council von Irland und war als Chief Secretary for Ireland Vertreter des Lord Lieutenant of Ireland im britischen Kabinett.
im Rahmen einer Regierungsumbildung übernahm er am 12. November 1900 als Nachfolger von Charles Ritchie das Amt des Handelsministers (President of the Board of Trade), das er zwischen dem 12. Juli 1902 und seiner Ablösung durch James Gascoyne-Cecil, 4. Marquess of Salisbury am 12. März 1905 auch in dem von seinem Bruder gebildeten Kabinett Balfour bekleidete. Am 12. Dezember 1900 wurde er zudem Mitglied des Privy Council (PC). Er selbst wurde im Rahmen der Kabinettsumbildung am 14. März 1905 Kommunalminister und bekleidete diese Funktion bis zum Ende der Amtszeit von Arthur Balfour am 5. Dezember 1905. Später war er 1908 Vorsitzender der Kommission der Leuchtturmverwaltung sowie zeitweise Vorsitzender des Cambridge-Ausschusses der Gemeinsamen Universitätskommission von Oxford und Cambridge.
Nach dem Tode seines unverheirateten und kinderlos verstorbenen Bruders Arthur James Balfour am 19. März 1930 erbte Gerald Balfour, der auch Ehrendoktor der Rechtswissenschaften (Honorary LL.D.) der University of Cambridge war, den Titel als 2. Earl of Balfour sowie den damit verbundenen nachgeordneten Titel als 2. Viscount Traprain. Dadurch war er bis zu seinem Tode am 14. Januar 1945 Mitglied des Oberhauses.

### Ehe und Nachkommen
Gerald Balfour war seit dem 21. Dezember 1887 mit Lady Elizabeth Edith Bulwer-Lytton verheiratet, einer Tochter des Diplomaten und Schriftstellers Robert Bulwer-Lytton, 1. Earl of Lytton, der unter anderem zwischen 1876 und 1880 Generalgouverneur und Vizekönig von Indien war, sowie dessen Ehefrau Edith Villiers, Countess of Lytton.
Aus seiner Ehe gingen fünf Töchter sowie ein Sohn hervor. Die viertälteste Tochter Eve Balfour war Agrarwissenschaftlerin und eine der Schlüsselfiguren in der Entwicklung des ökologischen Landbaus im Commonwealth of Nations. Das fünfte Kind und einzige Sohn Robert Arthur Lytton Balfour war als Freimaurer zwischen 1939 und 1942 Großmeister der Großloge von Schottland (Grand Lodge of Scotland) und erbte bei seinem Tod am 14. Januar 1945 seine Adelstitel. 